# جهان وارکرفت: نبرد برای آزروث
دنیای وارکرفت: نبرد برای آزروث (انگلیسی: World of Warcraft: Battle for Azeroth) عنوان هفتمین بسته الحاقی برای بازی ویدئویی نقش آفرینی بر خط چندنفره گسترده دنیای وارکرفت پس از لژیون است که توسط بلیزارد انترتینمنت در سال ۲۰۱۸ برای پلت‌فرم مایکروسافت ویندوز و مک‌اواس منتشر شده‌است.